# 天草市立本渡東中学校
天草市立本渡東中学校（あまくさしりつ ほんどひがしちゅうがっこう）熊本県天草市にある中学校。

## 概要
- 下浦中学校・亀川中学校の一部校区が統合され、平成2年4月に開校。

## 沿革
- 1990年（平成2年）4月 - 本渡市立本渡東中学校開校
- 2006年（平成18年）4月 - 天草市立本渡東中学校に改称

## クラブ活動

### 運動部
- 野球
- サッカー
- 男子卓球
- 女子ソフトテニス
- 女子バレー
- 柔道
- 剣道

### 文化部
- 吹奏楽

## 通学区域
2014年4月1日現在、以下の通りである。
- 志柿町
- 下浦町
- 瀬戸町

## 進学前小学校
- 本渡東小学校

## 学校周辺
- 本渡瀬戸